# Susie O’Reilly
Susannah Hennessy O’Reilly (* 25. Januar 1881 in Sydney, Australien; † 18. Juni 1960 Pymble, Australien) war eine australische Ärztin und Geburtshelferin. Sie wurde 1905 trotz ihrer Abschlüsse in Medizin an der Universität Sydney zugunsten männlicher Bewerber mit schlechteren akademischen Abschlüssen abgelehnt.

## Leben und Werk
O’Reilly war das dritte von acht Kindern von dem Arzt Walter William Joseph O’Reilly aus New York und seiner Frau Mary Narcissa, geborene Taylor. Sie wurde von 1894 bis 1898 am Methodist Ladies College in Burwood und anschließend an der Universität Sydney ausgebildet. Dort erwarb sie 1903 den Bachelor of Science, 1905 den Master of Medicin und den Master of Surgery.
Ihr Antrag auf eine Wohnstelle im Sydney Hospital wurde im Januar 1905 öffentlich abgelehnt, obwohl bereits 1903 die Women’s Progressive Association von dem Board of Directors des Sydney Hospital die Aussage erhalten hatte, dass bei Stellenangeboten Bewerber ohne Einschränkung des Geschlechts eingeladen werden. Der Vorstand gab als Ablehnungsgrund an, dass es keine geeignete Unterkunft für eine Ärztin gab. Wie auch 1906 bei der qualifizierten Ärztin Jessie Aspinall wurde ihr Antrag abgelehnt, was eine Vielzahl von Zeitungsdebatten über die Diskriminierung und die Rolle von Ärztinnen anschob.
Von 1905 bis 1907 arbeitete sie daher als niedergelassene Ärztin im Royal Adelaide Hospital, im Queen Victoria Hospital in Melbourne und im Royal Hospital for Women in Paddington in Sydney. Ihr Bruder Theophilus Linnell wurde 1906 als Medizinstudent des Sydney Hospitals angenommen. Frauen wurden jedoch erst 1910 in das Sydney Hospital berufen. 1908 praktizierte sie dann in der Praxis ihres Vaters in Pymble. Kurz vor seinem Tod von 1919 bis 1924 wurde sie von ihrer Schwester der Ärztin Olive Kelynack O’Reilly unterstützt, die 1912 eine der ersten aufgenommenen Medizinstudentinnen im Sydney Hospital gewesen war. O’Reilly arbeitete bis zu ihrem Ruhestand 1948 in der Praxis, die dann ihr Bruder Merrick O’Reilly leitete.
Sie war 1921 Mitbegründerin der New South Wales Association of Registered Medical Women, die das Rachel Forster Hospital für Frauen und Kinder gründete, in dem sie von 1926 bis 1941 als beratende Ärztin tätig war. Sie war Mitbegründerin und langjährige Präsidentin der Old Girls Union ihrer Schule und medizinische Beraterin des Presbyterian Ladies College in Pymble und des Kindergarten Training Colleges in Waverley. Sie war eine sachkundige Botanikerin und Gründungsmitglied des National Trust of Australia.